# Бартанова, Агриппина Андреевна
Бартанова Агриппина Андреевна (1910—1990) — первая бурятская женщина — кандидат юридических наук, автор трудов об истории образования Бурятской АССР и монографии о женском движении, о героях гражданской войны

## Биография
Бартанова Агриппина Андреевна родилась в 1910 г. в улусе Алзабей Аларской волости Иркутской губернии в семье бедняка-крестьянина. В 1923 г. вступила в ряды ВЛКСМ. В 1924—1925 гг. училась в советско-партийной школе в г. Иркутск и окончила 1-ю ступень обучения. В 1925—1926 гг. работала ликвидатором неграмотности среди взрослого населения. В 1927 г. вступила в кандидаты ВКП(б) Аларской парторганизации. С августа 1927 г. по июнь 1928 г. обучалась в Улан-Удэнском педагогическом техникуме. В июне 1928 г. была принята в члены ВКП(б) в г. Улан-Удэ. С августа 1928 г. по июль 1929 г. работала учителем Сутойской начальной школы Мухоршибирского района. С августа 1929 г. по декабрь 1930 г. была зав. женсектором райкома ВКП(б) Закаменского и Эхирит-Булагатского аймаков. С января 1931 г. по январь 1932 г. — зав. отд. народного образования Эхирит-Булагатского района. С февраля 1932 г. по сентябрь 1933 г. работала начальником полит-просветительского управления Народного комиссариата просвещения БМАССР (Наркомпрос БМАССР).
С сентября 1933 г. по сентябрь 1934 г. первая из бурятских женщин работала заместителем наркома просвещения БМАССР. В 1934 г. поступила в Московский институт востоковедения, но из-за его реорганизации в 1935 г. перешла в Московский юридический институт, который окончила в 1939 г. Затем в течение года работала юрист-консультантом Улан-Удэнского горсовета. В сентябре 1940 г. поступила в аспирантуру Московского юридического института, а в 1941 г. с началом Великой Отечественной войны была эвакуирована в Башкирскую АССР, где с ноября 1941 г. по ноябрь 1943 г. работала заведующей делопроизводством военно-морского факультета Военно-политической академии им. Ленина.
В марте 1943 г. А. А. Бартанова вернулась в г. Москва и продолжила учёбу в аспирантуре Московского государственного университета им. Ломоносова. В августе 1945 г. защитила диссертацию на соискание учёной степени кандидата юридических наук по теме «Правовое положение бурятской женщины до Октябрьской социалистической революции». С января 1946 г. по октябрь 1948 г. являлась докторантом Института истории АН СССР. С 1948 г. работала в должности научного сотрудника сектора истории Бурят-Монгольского научно-исследовательского института культуры. С августа по декабрь 1951 г. возглавляла Заиграевский отряд историко-этнографической экспедиции. В годы работы в БМНИИК плановой темой её научной работы являлось «Образование БМАССР». В ходе разработки данной темы был собран обширный фактический материал.
В 1952 г. А. А. Бартанова опубликовала исторический очерк «Женщины советской Бурят-Монголии». Данная работа остаётся одним из значительных монографических трудов того периода, посвящённых истории женщин Бурят-Монгольской АССР. Временные рамки охватывают период с конца XIX до середины XX вв. Рассматривая положение женщин в дореволюционный период, автор отмечает, что «над бурятской женщиной тяготели пережитки патриархально-родового быта». Особенности религиозно-бытовых традиций, ограничения в имущественных правах, социальное неравенство создавали тяжёлые условия для жизни женщины. Характеризуя период Октябрьской социалистической революции и первые годы становления советской власти, описывается участие женщин в гражданской войне, приводятся факты из жизни и деятельности М. М. Сахьяновой, Ф. М. Осодоевой, М. Т. Сагадаровой и др. Интересны воспоминания женщин о работе, которая проводилась для вовлечения женщин в общественно-политическую жизнь через сеть красных юрт / чумов, домов бурятки, передвижных женских консультаций, красных женских уголков. Коллективизация, развитие промышленности в республике, культурная жизнь — женщины становятся активными участницами во всех сферах деятельности. Подтверждением тому служат частые и подробные биографии женщин, которые трудились как в общественно-политической и культурной, так и в производственной сферах деятельности БМАССР. Не меньшей значимостью обладают приведённые в работе статистические данные о количестве работниц и инженерно-технических работников-женщин на предприятиях БМАССР, о доле женщин, занятых в сельском хозяйстве. Отдельная глава посвящена женщинам БМАССР в годы Великой Отечественной войны. И. В. Гордина отмечает в диссертационной работе, что монография А. А. Бартановой «Женщины Советской Бурят-Монголии» является единственным на сегодня специальным исследованием по истории женщин в годы войны. В данной главе описаны основные направления деятельности женщин в период войны. А. А. Бартановой в данной работе показана женская история общественно-политического, промышленного, культурного развития БМАССР, важная роль женщин в социалистическом строительстве республики. В 1952 г. Учёный совет БМНИИК вынес решение присвоить А. А. Бартановой учёное звание старшего научного сотрудника и просил Высшую аттестационную комиссию утвердить её в данном звании. Имея юридическое образование и учёную степень кандидата юридических наук, она не могла быть утверждена в учёном звании старшего научного сотрудника по истории. А. А. Бартанова принимала активное участие в общественно-политической жизни Института, выступала с лекциями, руководила кружком по изучению истории ВКП(б).
Сохранилось стихотворение Бартановой «Строки сердца» посвящённое родной сестре. Рано ушедшая Анна Андреевна Бартанова-Захаренок «человек интересной, трудной судьбы, она долгое время работала врачом в одной из московских поликлиник».

## Награды
За свои достижения была неоднократно награждена:
- персональный пенсионер республиканского значения;
- медаль «В ознаменование 100-летия со дня рождения Владимира Ильича Ленина»;
- медаль «Ветеран партии»;
- медаль «Ветеран труда»;
- почётные грамоты.

## Публикации
- Бартанова А. А. Борцы за власть Советов в Бурятии: краткие биографии участников Октябрьской революции и гражданской войны / А. А. Бартанова, Н. А. Миронов, Г. Г. Нелюбина; предисловие А. А. Бартановой; ред. коллегия: Д. Ц. Цыремпилон и др.;
- Партийный архив Бурятского обкома КПСС. [2-е изд., доп. и перераб.]. Улан-Удэ: Бурят. кн. изд-во, 1967. 312 с.
- Бартанова А. А. Образование Бурятской Автономной Советской Социалистической Республики/ А. А. Бартанова. Улан-Удэ: Бурят. кн. изд-во, 1964. 132 с.
- Бартанова А. А. О деятельности Бурятского филиала Географического общества СССР / А. А. Бартанова // Краеведение Бурятии / АН СССР. Сиб. отд-ние. Бурят. фил. Геогр. о-во СССР. Бурят. фил.; Отв. ред. Б. Р. Буянтуев. Улан-Удэ: Бурят. кн. изд-во, 1979. С. 206—116.
- Бартанова А. А. К образованию Бурят-Монгольской автономной области РСФСР / А. А. Бартанова // Зап. БМ НИИК. 1954. Вып. 18. С. 3-22.
- Бартанова А. А. Женщины Советской Бурят-Монголии: Исторический очерк / А. А. Бартанова. Улан-Удэ: Бурмонгиз, 1952. 120 с.
- Бартанова А. А. Славная дочь бурятского народа (о М. М. Сахьяновой) // Женщины советской Бурятии. Улан-Удэ, 1969. С. 3-9.